# Nephodia tironaria
Nephodia tironaria är en fjärilsart som beskrevs av Paul Dognin 1892. Nephodia tironaria ingår i släktet Nephodia och familjen mätare. Inga underarter finns listade i Catalogue of Life.